# Walter Spahrbier
Walter Spahrbier (* 13. Juli 1905; † 31. Juli 1982 in Hamburg) war als Glückspostbote einer der bekanntesten Statisten der deutschen Fernsehgeschichte.
Spahrbier arbeitete als Geldbriefträger in Hamburg-Lokstedt. Dort entdeckte ihn Peter Frankenfeld 1954 für seine Show 1:0 für Sie und engagierte ihn. Da er „ein wünschenswertes Bild des deutschen Beamten im Inland vermittelte“, wurde er ab 1964 für seine monatlichen Auftritte vom Postministerium für vier Tage freigestellt. Er begleitete Frankenfeld durch verschiedene Shows: Bitte recht freundlich (ab 1956), Guten Abend (ab 1960) und Vergißmeinnicht (1964–1970), jene Sendung, mit der die „Aktion Sorgenkind“ ins Leben gerufen wurde.
Als Frankenfeld vom ZDF entlassen und durch Wim Thoelke ersetzt wurde, blieb Spahrbier den Fernsehzuschauern erhalten. Thoelke setzte ihn in bekannter Manier bei Drei mal Neun (1970–1974) und ab 1974 bei Der große Preis ein, wo Spahrbier noch etwas berühmter wurde, als er in historischen Postuniformen und mit künstlicher zeitgenössischer Barttracht auftrat.
Einen Gastauftritt hatte Spahrbier 1970 als Telegrammbote in dem Spielfilm Perrak unter der Regie von Alfred Vohrer. Weitere Gastauftritte absolvierte er in der Sesamstraße.
Spahrbier erhielt 1954 eine Anfangsgage von 60 DM im Monat, die im Laufe der Zeit auf 1000 DM erhöht wurde. Ab 1980 sammelte er für die „Aktion Sorgenkind“ mit Autogrammstunden und anderen Veranstaltungen über 100.000 DM an Spenden. Dafür erhielt er an seinem 75. Geburtstag das Bundesverdienstkreuz am Bande.
Kurz vor der 100. Sendung des Großen Preises starb Walter Spahrbier in Hamburg.
Spahrbiers Popularität hielt auch nach seinem Tode an. 1998 erschien der tragikomische Roman Pfeifer bricht aus, der sein Fernsehleben zum Thema hatte und in dem es um eine fiktive Biographie ging. Die Punkband B-Test aus Hannover nahm anlässlich seines Todes das Lied Walter Sparbier is innocent (zur Melodie von George Davis is innocent von Sham 69) auf. Mit Tote Helden von den Cretin Hoppers widmete 1986 eine weitere deutsche Punkband Spahrbier ein Lied.